# تپه چشمه بیگی
تپه چشمه بیگی در شهرستان هرسین، بخش مرکزی، دهستان شیرز، ۷۰۰ متری جنوب روستای چشمه بیگی واقع شده و این اثر در تاریخ ۲۶ اسفند ۱۳۸۷ با شمارهٔ ثبت ۲۵۷۱۸ به‌عنوان یکی از آثار ملی ایران به ثبت رسیده است.